# Ян Мукаржовський
Ян Мукаржовський (чеськ. Jan Mukařovský; 11 листопада 1891 року, Пісек, Богемське королівство, Австро-Угорщина — 8 лютого 1975 року, Прага, Чехословацька СР) — чеський естетик, літературознавець, лінгвіст. Академік Чехословацької академії наук (1951 або 1952).
Автор праць з естетики театру, кіно, образотворчого мистецтва, архітектури. «Визнаний класик естетичної думки» (Юрій Лотман).

## Життєпис
У 1915 році Ян Мукаржовський закінчив Карло-Фердинандів університет у Празі.
З 1929 року викладав естетику в Карловому (Чеському) і Братиславському університетах. З 1938 року — професор естетики Чеського університету (з 1945 — Карлів університет) і Університету імені Коменського в Братиславі. У 1948—1953 роках — ректор Карлового університету.
У 1951—1962 роках — директор Інституту чеської літератури Чехословацької Академії наук.

## Внесок у науку
Ян Мукаржовський — один з найбільших представників чеського структуралізму, який заклав основи семіологічного підходу до аналізу художнього тексту. Випробував вплив феноменологічного методу Едмунда Гуссерля, ідей Фердинана де Сосюра, російської формальної школи, а також празької школи естетики, що спиралася на естетичні теорії Йоганна Гербарта. У 1926 році увійшов до Празького лінгвістичного гуртка, ставши його активним учасником.
Найбільше значення мають роботи 1930-1940-х років, в яких Мукаржовський досліджував знакову природу мистецтва і своєрідність художньої мови різних його видів, приділяючи увагу, на відміну від російських формалістів, питанням соціального функціонування тексту: «Загальні принципи та розвиток чеської вірша нового часу» («Obecné zásady a vývoj novočeského verśe», 1934), «Передмова до чеського перекладу „Теорії прози“ Віктора Шкловського» («K českému překladu Šklovského Teorie prózy», 1934), «Естетична функція, норма і естетична цінність як соціальні факти» («Estetická funkce, norma a hodnota jako sociální fakty», 1936), «Мистецтво як семиологический факт» («Uméní jako sémiologický fakt», 1936), «Про поетичній мові» («O jazyce básnickém», 1940) та інші.

### Праці
- Obecné zásady a vývoj novočeského verśe, 1934.
- K českému překladu Šklovského Teorie prózy, 1934.
- Estetická funkce, norma a hodnota jako sociální fakty, 1936.
- Uméní jako sémiologický fakt, 1936.
- O jazyce básnickém, 1940.

### Видання чеською мовою
- Kapitoly z české poetiky. Praha, 1948. Dl 1-3.
- Studie z estetiky. Praha, 1966.
- Cestami poetiky a estetiky. Praha, 1971.
- Studie z poetiky. Praha, 1982.

### Видання іншими мовами
- Исследования по эстетике и теории искусства / Составление Ю. М. Лотмана и О. М. Малевича, вступительная статья Ю. М. Лотмана, перевод с чешского В. О. Каменской, комментарий Ю. М. Лотмана и О. М. Малевича. — М.: Искусство, 1994. — 606 с. — (История эстетики в памятниках и документах / Председатель редколлегии А. Я. Зись). — ISBN 5-210-01299-9.
- Структуральная поэтика. — М.: Языки славянской культуры, 1996. — ISBN 5-88766-052-X.